# Reinberg (Dippoldiswalde)
Reinberg ist ein Ortsteil der sächsischen Großen Kreisstadt Dippoldiswalde im Landkreis Sächsische Schweiz-Osterzgebirge.

## Geographie

### Lage
Reinberg liegt etwa 4 km nordöstlich von Dippoldiswalde. Westlich des Ortes liegt die Talsperre Malter. Die Bundesstraße 170 von Dresden nach Altenberg führt 1 km westlich am Ort vorbei.

### Klima

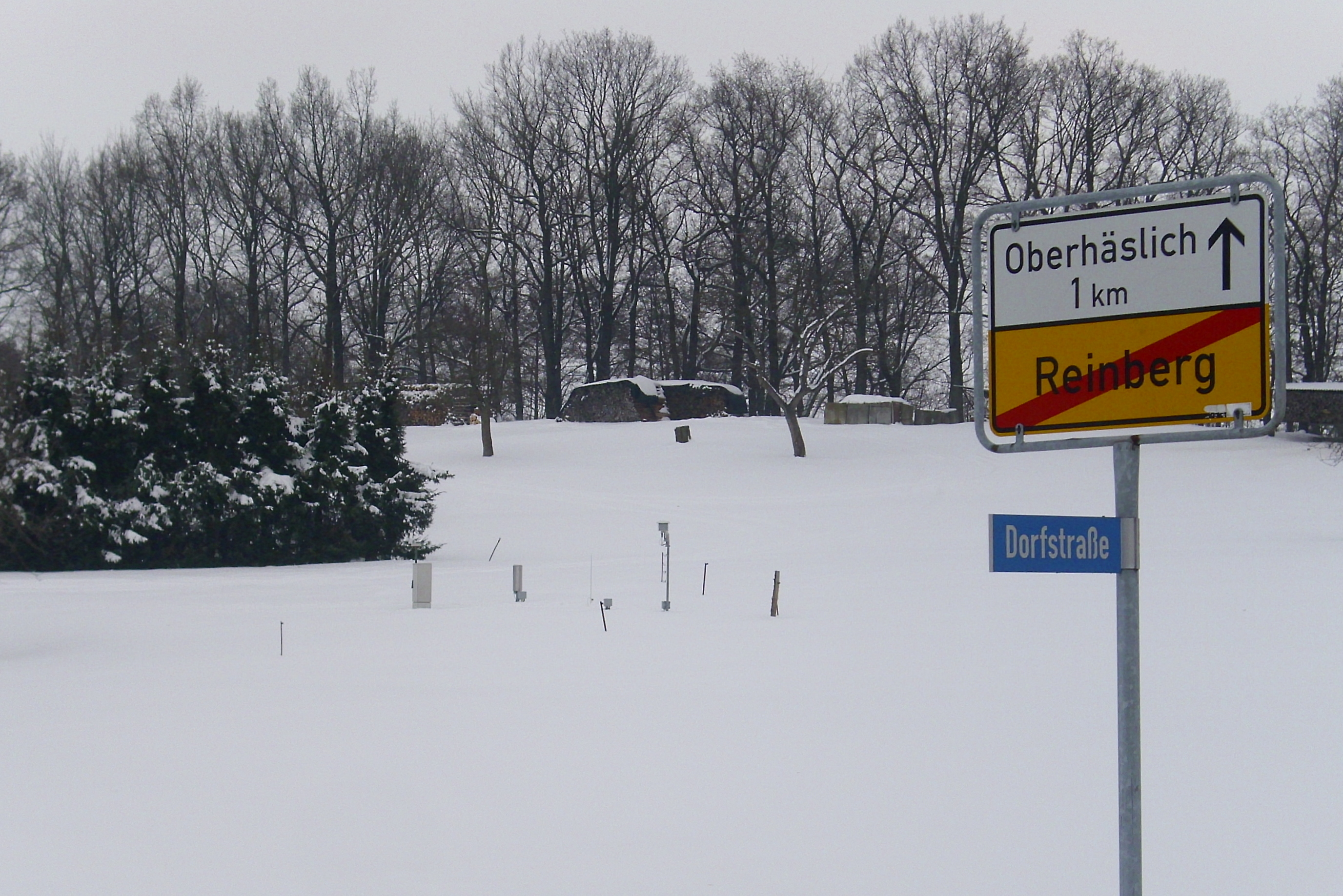
Meteorologische Messstation im März 2013

Im Jahr 2009 war Reinberg gemäß der Wetterbilanz des Deutschen Wetterdienstes mit minus 27,7 Grad Celsius (gemessen am 6. Januar 2009) der Ort mit der tiefsten Temperatur Deutschlands.

### Nachbarorte
|             | Karsdorf                                    | Quohren              |
| Malter      | Kompassrose, die auf Nachbargemeinden zeigt | Hermsdorf am Wilisch |
| Oberhäslich | Reinholdshain                               | Hirschbach           |

## Geschichte
Am 6. Juni 1710 erteilte Kurfürst Friedrich August I. den Befehl, die Oberhäslicher Flur aufzuteilen. Darauf wurde der Ort Reinberg auf der Oberhäslicher Flur angelegt und war seitdem dessen Ortsteil. Später wurde Reinberg eine eigene Landgemeinde mit Ortsteil Lichteneichen. 1791 war Reinberg zum Amt Dippoldiswalde gehörig, ab 1856 zum Gerichtsamt Dippoldiswalde und ab 1874 zur gleichnamigen Amtshauptmannschaft. Die Bevölkerung Reinbergs teilte sich 1925 in 138 Evangelisch-lutherische Einwohner und einen Katholiken auf. Am 1. Juli 1950 wurde Reinberg nach Oberhäslich eingemeindet. Zwei Jahre später wurde Reinberg ein Teil des Kreises Dippoldiswalde, der aus der Amtshauptmannschaft entstand. 1994 wurden Oberhäslich und seine Ortsteile nach Dippoldiswalde eingemeindet. Der Landkreis Dippoldiswalde und der Landkreis Freital schlossen sich im selben Jahr zusammen und bildeten fortan den Weißeritzkreis, dem Reinberg bis zur Fusion mit dem Landkreis Sächsische Schweiz zum Landkreis Sächsische Schweiz-Osterzgebirge angehörte.

### Entwicklung der Einwohnerzahl
Entwicklung der Einwohnerzahl Reinbergs:
| Jahr | Einwohner  |
| ---- | ---------- |
| 1801 | 12 Häusler |
| 1834 | 66         |
| 1871 | 73         |
| 1890 | 119        |
| 1910 | 155        |
| 1925 | 140        |
| 1939 | 158        |
| 1946 | 182        |

| Jahr | Einwohner |
| ---- | --------- |
| 2006 | 121       |
| 2007 | 115       |
| 2008 | 114       |
| 2009 | 115       |
| 2010 | 115       |
| 2011 | 107       |
| 2012 | 104       |
| 2013 | 107       |

| Jahr | Einwohner |
| ---- | --------- |
| 2014 | 110       |
| 2020 | 114       |